# Hosszúpályi
Hosszúpályi é uma vila da Hungria, situada no condado de Hajdú-Bihar. Tem 79,18 km² de área e sua população em 2019 foi estimada em 5.662 habitantes.